# Věra Čáslavská
Věra Čáslavská (uttal: /'tʃa:slafska:/), född 3 maj 1942 i Prag, död 30 augusti 2016 i Prag, var en tjeckoslovakisk gymnast och senare idrottsfunktionär. Åren 1959 till 1968 vann hon sammanlagt 22 internationella titlar, inklusive sju olympiska guldmedaljer, fyra världsmästerskap och elva europeiska mästerskap. Hon är den mest framgångsrika tjeckoslovakiska/tjeckiska gymnasten i historien. Tillsammans med Larisa Latynina är hon den enda att vinna OS-guld i individuell mångkamp vid två raka OS.

## Biografi

### Bakgrund
Čáslavská föddes 1942 i Prag, då del av det nazistiska lydriket Böhmen-Mähren.

### Karriär som gymnast
Věra Čáslavskás första internationella framgångar som tävlingsgymnast kom 1958, då hon som 16-åring var med och erövrade lagsilvret vid VM i Moskva. Hennes första VM-guld togs 1962 på hemmaplan i Prag. Förutom guldet (i hopp) fick hon vid Prag-VM även motta två silver (lag och sammanlagt) samt ett brons (fristående). 1966 års VM i Dortmund blev än mer framgångsrikt, med tre guld (hopp, lag och sammanlagt) och två silver (bom och fristående).
Framgångar nåddes även i EM-sammanhang. Čáslavská vann 1959 sitt första EM-guld (i bom) vid europamästerskapen i Kraków, där hon även nådde silver i hopp. Därefter erövrade hon ett brons (sammanlagt) i Leipzig 1961 samt fem guld både 1965 i Sofia (hopp, bar, fristående, bom och sammanlagt) och 1967 i Amsterdam (hopp, bar, fristående, bom och sammanlagt).
Čáslavská deltog sammanlagt i gymnastiktävlingarna vid tre olympiska spel. I sitt första OS, i Rom 1960, tog hon lagsilver med det tjeckoslovakiska laget. Vid OS i Tokyo 1964 vann hon tre guld (bom, hopp och sammanlagt) samt ett silver (lag).
1968 års sommar-OS i Mexico City blev hennes mest framgångsrika. Där erövrade hon fyra guld (hopp, barr, fristående och sammanlagt) samt två silver (bom och lag).

### Politik och senare år
Vid sidan av hennes framgångar i gymnastiksalen var Čáslavská känd för sitt uttalade stöd för Tjeckoslovakiens demokratiseringsprocess under 1960-talet (se Pragvåren).
Čáslavskás deltagande i Mexiko-OS föregicks av hennes flykt upp i bergen, undan en hotande arrestering; hon hade redan i april månad samma år skrivit under ett manifest som protesterade mot Sovjetunionens inblandning i Tjeckoslovakiens inre angelägenheter. Hon gavs  möjlighet att ansluta sig till den olympiska OS-truppen endast på nåder.
Den regim som tog vid efter den Sovjetledda invasionen av Tjeckoslovakien tvang Čáslavská att i förtid avsluta sin karriär som gymnast. Eftersom hon inte tog tillbaka sin signatur av manifestet, belades hon med reseförbud, arbetsförbud och förbud mot att delta i idrottstävlingar (se persona non grata).
Čáslavskás situation förbättrades under 1980-talet, efter insatser av medlemmar av Internationella olympiska kommittén. Efter 1989 års sammetsrevolution blev hon helt återupprättad, och under 1990-talet gavs hon flera hederspositioner – inklusive som ordförande för Tjeckiens olympiska kommitté (1993–96, efter ordförandeskapet i Tjeckoslovakiens olympiska kommitté 1990–92). Åren 1990–92 fungerade hon som president Václav Havels rådgivare i idrottsfrågor.

## Betydelse
Vera Čáslavská dominerade den kvinnliga tävlingsgymnastiken åren 1964–68, då hon erövrade 20 internationella guld, fem silver och som sämst placerade sig på andra plats. Hon är ännu den kvinna (oavsett idrott) som erövrat flest individuella olympiska titlar.
Čáslavská utsågs till 1968 års idrottskvinna i världen. Hon fick motta utmärkelsen som Årets idrottare i Tjeckoslovakien fyra år i rad 1965–68.

## Privatliv
Věra Čáslavská var gift med Josef Odložil, medeldistanslöpare och silvermedaljör på 1 500 meter vid OS 1964.

## Bildgalleri

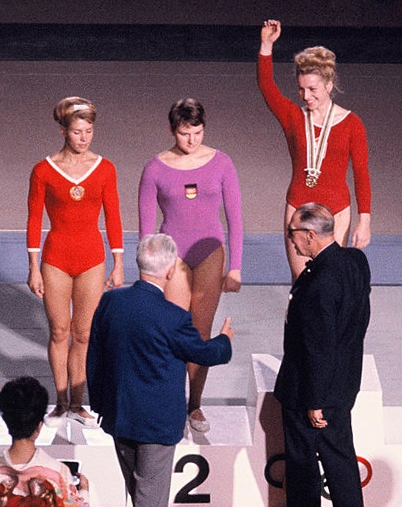
Under 1964 års OS erövrades tre guldmedaljer.
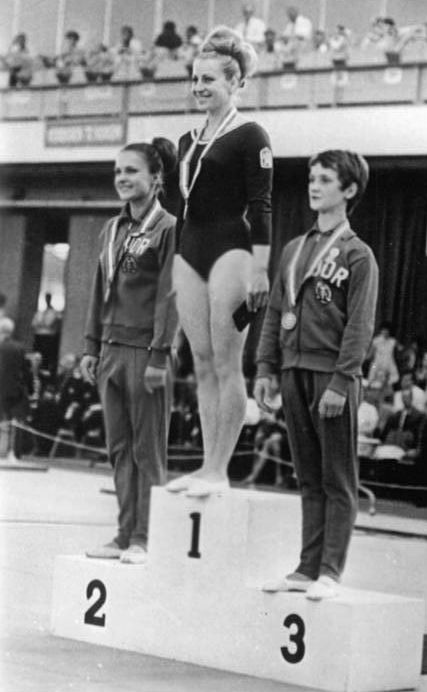
Věra Čáslavská överst på pallen under 1967 års EM.
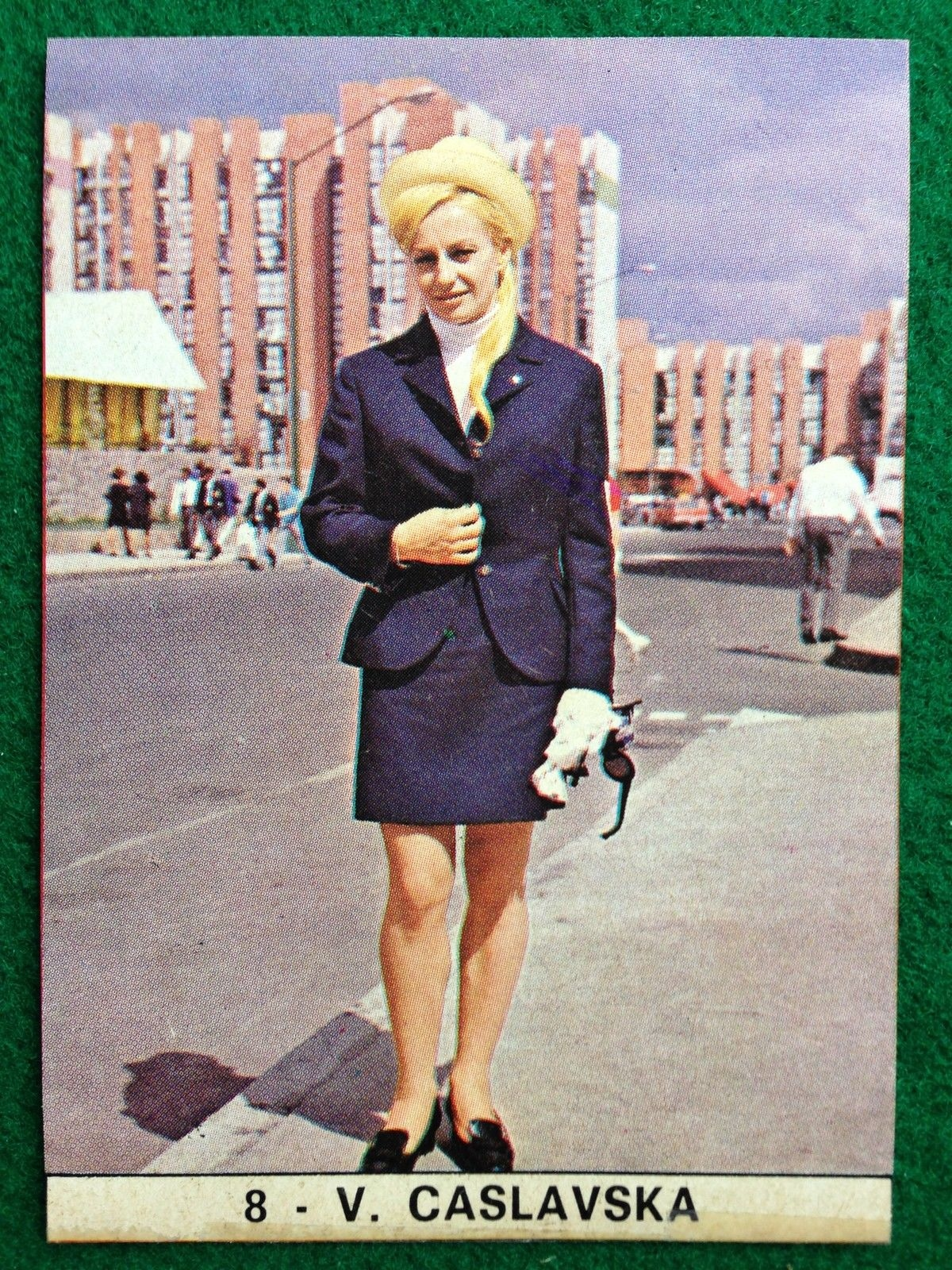
Foto från 1972, då hon var persona non grata i Tjeckoslovakien.
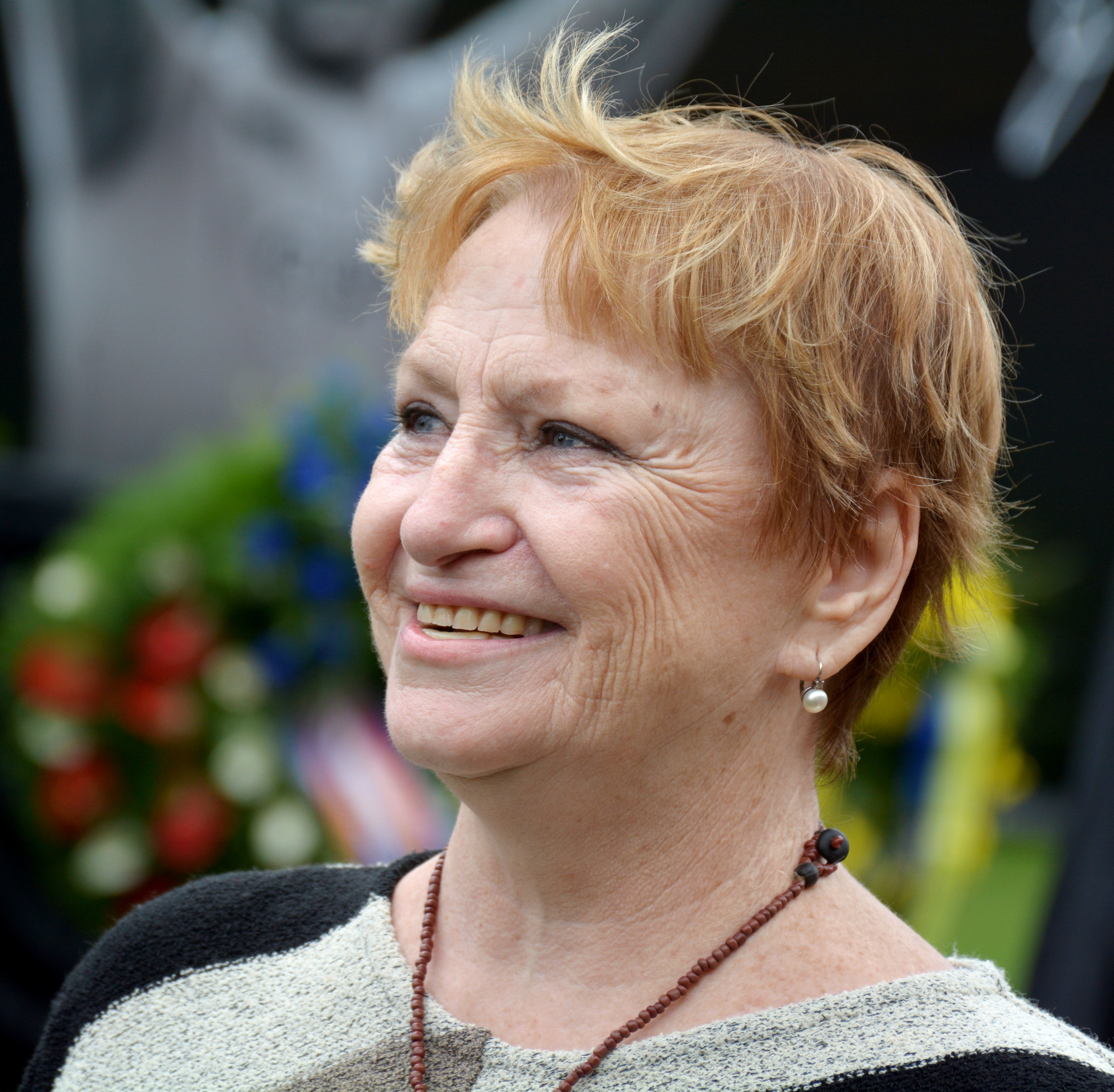
Věra Čáslavská, 2015.